# Atollidae
Famille
Les Atollidae sont une famille de méduses de l'ordre des Coronatae.

## Liste des genres
Selon World Register of Marine Species (22 novembre 2022), Catalogue of Life (22 novembre 2022), ITIS (9 novembre 2016) et NCBI (9 novembre 2016) :
- genre Atolla Haeckel, 1880

## Liste des espèces
| Selon World Register of Marine Species (22 novembre 2022) : - genre Atolla Haeckel, 1880 - Atolla chuni (Vanhöffen, 1902) - Atolla gigantea Maas, 1897 - Atolla parva Russell, 1958 - Atolla russelli Repelin, 1962 - Atolla tenella Hartlaub, 1909 - Atolla vanhoeffeni Russell, 1957 - Atolla wyvillei Haeckel, 1880 | Selon Catalogue of Life (22 novembre 2022) : - genre Atolla - Atolla chuni - Atolla gigantea - Atolla parva - Atolla russelli - Atolla vanhoeffeni - Atolla wyvillei | Selon ITIS (9 novembre 2016) : - genre Atolla - Atolla parva Russell, 1958 - Atolla tenella Hartlaub, 1909 - Atolla vanhoeffeni Russell, 1957 - Atolla wyvillei Haeckel, 1880 | Selon NCBI (9 novembre 2016) : - genre Atolla - Atolla tenella - Atolla vanhoeffeni - Atolla wyvillei |